# Сновидіння

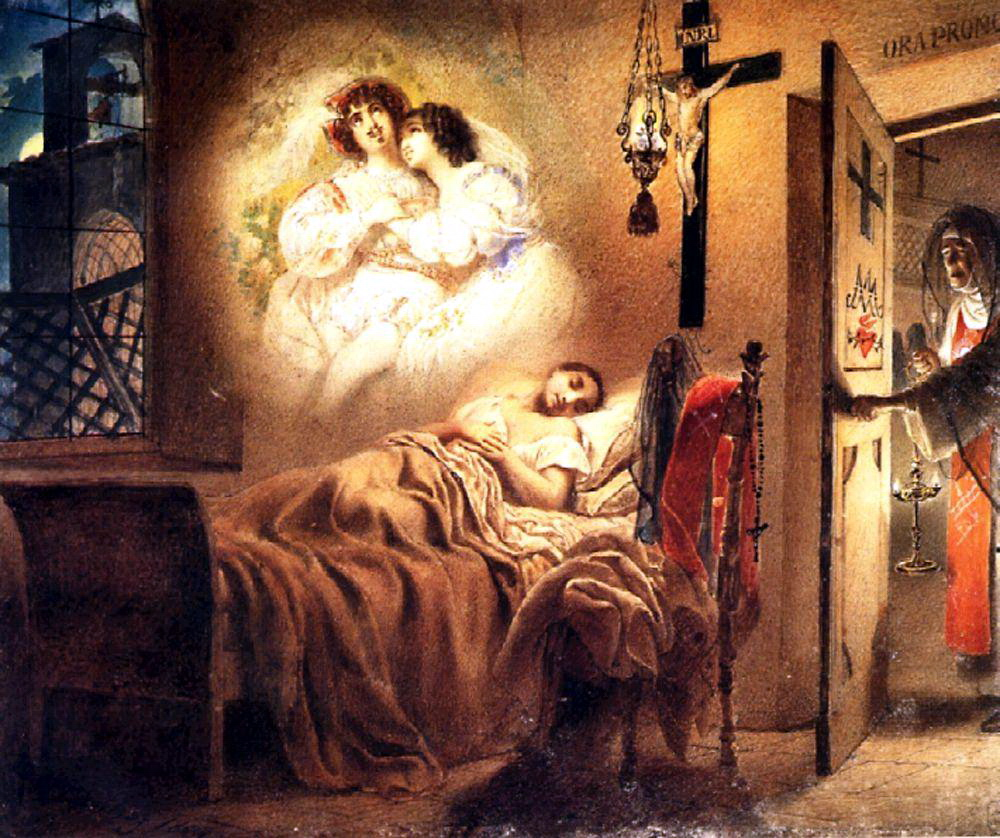
«Сон монашки», картина К. Брюллова

Сновиді́ння (англ. Dreaming) — особливий період, стан сну, коли людина сприймає певну спроєктовану мозком реальність, що може включати в себе всі типи відчуттів.
Людина, котра спить, як правило, не розуміє, що знаходиться уві сні й тому не має змоги контролювати хід подій сну. Довільне пробудження зустрічається дуже рідко.
Наука, що вивчає сни й сновидіння, називається онейрологією. Сновидіння пов'язані з REM-фазою (періодом швидкого руху очей уві сні), що наступає приблизно через кожні 90 хвилин.
Особливим типом сновидінь є так званий свідомий сон (англ. Lucid Dreaming, звідки й абревіатура — LD) — сон, у якому людина усвідомлює, що спить, і таким чином може контролювати ситуацію уві сні. Свідомі сни вирізняються неймовірною реальністю відчуттів і можливістю робити в них що завгодно.